# Orphnus overlaeti
Orphnus overlaeti är en skalbaggsart som beskrevs av Rudolph Petrovitz 1971. Orphnus overlaeti ingår i släktet Orphnus och familjen Orphnidae. Inga underarter finns listade i Catalogue of Life.